# Brian Jackson (jazz)
Brian Jackson   (Brooklyn, 11 d'octubre de 1952) és un teclista, flautista, cantant, compositor i productor nord-americà conegut per les seves col·laboracions amb Gil Scott-Heron als anys setanta. El so dels acompanyaments de piano i flauta elèctrica de Rhodes de Jackson va aparèixer de manera destacada en moltes de les seves composicions, sobretot a "The Bottle" i "Your Daddy Loves You" de la seva primera col·laboració oficial Winter in America.

## Joventut
Jackson va néixer de Clarence i Elsie Jackson, respectivament, oficial de llibertat condicional de l'Estat de Nova York i bibliotecària de la Fundació Ford. Va passar els dos primers anys de la seva vida a Bedford-Stuyvesant, Brooklyn, després compartint una casa a la secció Flatbush de Brooklyn amb el seu oncle Howard, la seva esposa Dorothy i el jove cosí Sidney fins que els seus pares es van separar quan tenia cinc anys.
Incapaç d'assumir la responsabilitat de compartir els pagaments hipotecaris sols, Elsie es va veure obligada a traslladar-se a un apartament d'una habitació a Crown Heights, Brooklyn fins que es va tornar a casar el 1968.
Jackson va estudiar música a Fort Greene amb el professor de la infància de la seva mare, Hepzibah Ross (anomenada amb afecte 'Tia Heppie') amb qui va prendre classes durant set anys. Quan Elsie no va poder continuar pagant per lliçons, la tieta Heppie li va concedir una beca, simplement afirmant que Jackson mostrava "una gran promesa". La seva mare es va casar més tard amb Alvin S. Lovell, un metge de capçalera de Bedford Stuyvesant, que sovint donava els seus serveis a residents de la comunitat no assegurats. El 1968 va néixer la seva filla i la germana de Brian, Alison Lovell. Del 1965 al 1969, Jackson va assistir a l'Escola secundària Erasmus Hall de Brooklyn, on va conèixer altres músics i va començar a formar bandes per fora mentre participava en programes de música escolar.

## Carrera
Jackson va conèixer a Gil Scott-Heron mentre els dos assistien a la Universitat de Lincoln (Pennsilvània). Van començar una associació d'escriptura, producció i gravació de deu anys. Jackson va compondre la major part de la música que ell i Scott-Heron junts van interpretar i gravar. El 1971, els dos van llançar junts el seu primer disc, Pieces of a Man, amb Ron Carter al baix. Altres àlbums destacats inclouen Free Will (1972) i Winter in America (1974), que va ser el primer que va rebre Jackson la co-facturació, i que posteriorment va ser descrit per Barney Hoskyns a UNCUT com "una obra mestra de la malenconia del gueto i una gravita política severa". El seu èxit més gran va ser amb Scott-Heron, "The Bottle" de 1974. El 1979 ja havien enregistrat deu àlbums, apareixent un altre material inèdit en els llançaments posteriors de Scott-Heron després de la seva escissió del 1980.
Jackson va continuar actiu als anys vuitanta i noranta, treballant amb Earth, Wind & Fire, Stevie Wonder, Will Downing i Gwen Guthrie. El primer àlbum en solitari de Jackson, "Gotta Play" (llançat l'octubre del 2000), incloïa actuacions de Roy Ayers i Scott-Heron. Els altres crèdits de Jackson inclouen treballs amb Roy Ayers, Kool and the Gang, Janis Siegel (de Manhattan Transfer), Will Downing, Gwen Guthrie, Pete Miser de (Radio Free Brooklyn) al seu àlbum en solitari, "Camouflage is Relative", Alabama 3 " MOR ", i Carl Hancock Rux ("Homeòstasi").